# سي بي يو-97
سي بي يو-97 (بالإنجليزية: CBU-97 Sensor Fuzed Weapon): هي قنبلة جوية من القنابل العنقودية غير الموجهة (سقوط حر) تزن 1,000-رطل (450 كـغ)، والتي تستخدمها القوات الجوية الأمريكية، أنتجتها وطورتها شركة تيكسترون. ومن ثم طورت القنبلة إلى قنبلة استشعارية سي بي يو-105 الموجهة بدقة.
وتعد هذه القنابل محظورة بموجب اتفاقية اعتمدها 116 بلدًا في 2008.

## المكونات
تطلق «سي بي يو-105» وهي النسخة الموجهة بدقة 10 عبوات ذخائر عنقودية طراز "بي إل يو-108"، وتُطلق كل منها 4 ذخائر صغيرة يسميها المُصنّع «سكيت» (skeet) وهي مصممة بحيث تبحث عن وتصنف وتشتبك مع أهداف مثل العربات المصفحة. تنفجر الذخائر الصغيرة فوق الأرض وتُطلق سحابة متفجرة من المعدن والشظايا باتجاه الأرض. وحدة «سكيت» مجهزة بخصائص إلكترونية للتدمير والتعطيل ذاتيا.

## الاستخدام

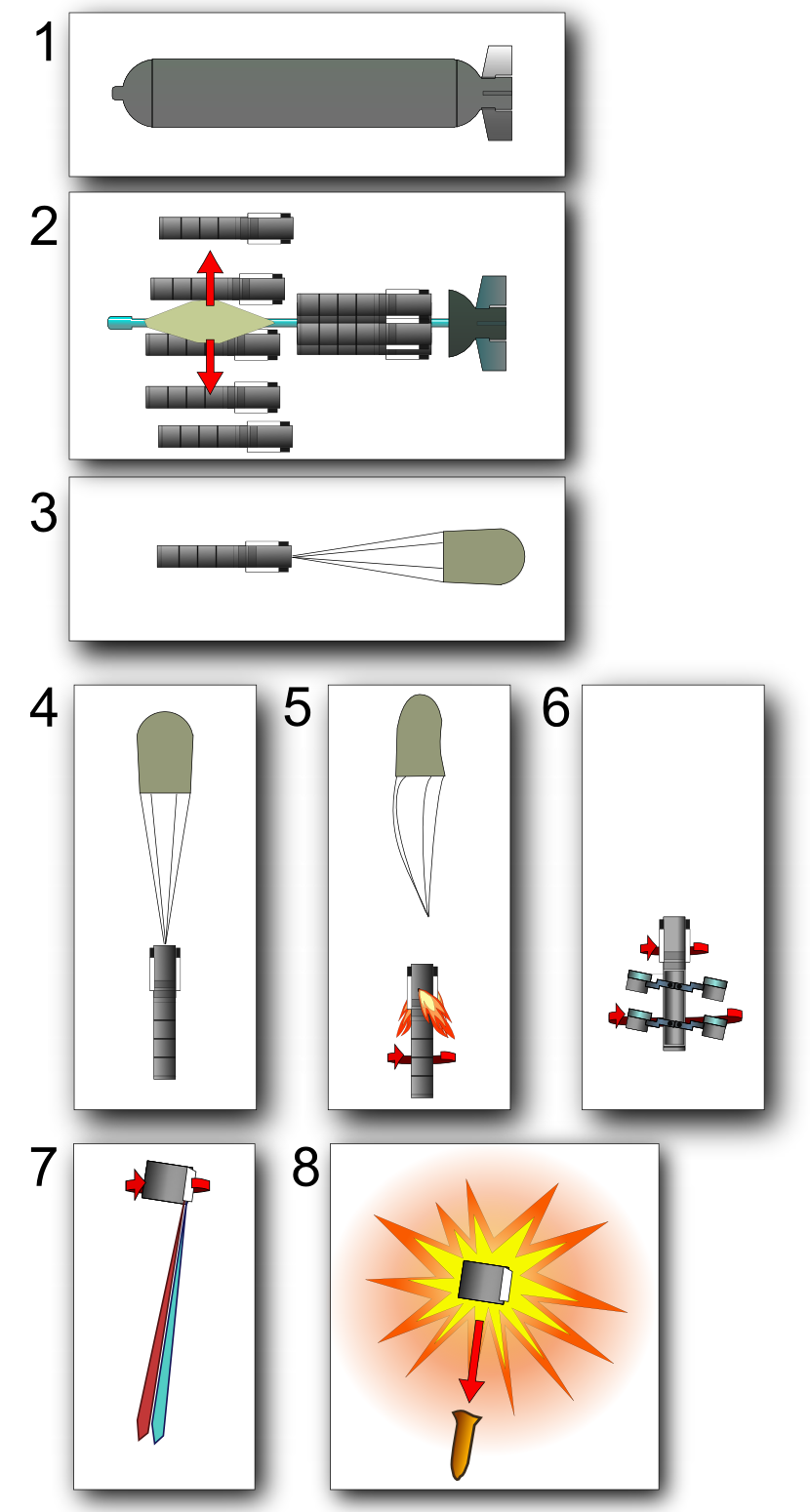
تكوين القنبلة

في عام 2010 أعلنت الحكومة الأمريكية بيع 512 قنبلة نوع سي بي يو-105 للهند.
في أغسطس 2013، أبرمت وزارة الدفاع عقدا صنّعت بموجبه شركة تكسترون 1300 قنبلة استشعار من طراز سي بي يو-105 للمملكة العربية السعودية. وحصلت الإمارات العربية المتحدة في يونيو 2010 على عدد غير محدد من قنابل (بالإنجليزية: CBU-105) من شركة تيكسترون لأنظمة الدفاع، في إطار عقد أعلن عنه في نوفمبر 2007.
وأستخدمت في التدخل العسكري في اليمن 2015.

## الخصائص العامة
- نوع: قنبلة السقوط الحر
- الوزن: 927 رطل (420 كـغ)
- الأسم: CBU-97 Sensor Fused Weapon (SFW)
- طول: 92 بوصة (234 سـم)
- القطر: 15.6 بوصة (40 سـم)
- الموزع: SW-65 موزع تكتيكي
- قنابل صغيرة: 10 × BLU-108/B
- الرأس الحربي: درع ثقب
- تكلفة الوحدة: $360,000 - [$ FY90]

## وصلات خارجية
- Sensor Fuzed Weapon (SFW) - Textron Defense Systems نسخة محفوظة 11 سبتمبر 2007 على موقع واي باك مشين.
- Federation of American Scientists article about SFW's
- GlobalSecurity.org: CBU-97 Sensor Fuzed Weapon
- GlobalSecurity.org: CBU-105 Wind Corrected Munition Dispenser (WCMD)
- GlobalSecurity.org: BLU-108/B Submunition
- Animated Video of SFW Deployment
- Live exercise / Field test of CBU-97